# Espadanedo (Cinfães)
Espadanedo is een plaats (freguesia) in de Portugese gemeente Cinfães en telt 1 406 inwoners (2001).